# BioCultura
BioCultura, la Fira de Productes Ecològics i Consum Responsable, és una fira i trobada de referència internacional que se situa entre les dues més importants d'aquestes característiques que tenen lloc a Europa. La fira se celebra a Barcelona, Madrid, València, Bilbao, Sevilla i la Corunya, i acull en un mateix espai productors, distribuïdors, professionals i consumidors amb una visió determinada per la cerca d'un món realment sostenible. Biocultura començà a celebrar-se per primera vegada a Madrid l'any 2015, concretament el 23 d'octubre de 1985, quan el aleshores alcalde de Madrid, Enrique Tierno Galván, inaugura la primera BioCultura al Pavelló d'Agricultura de la Casa de Campo, amb 40 expositors i 15.000 visitants. Anys després, el 1994, s'inaugura la primera edició de la BioCultura a Barcelona, ciutat on ha vingut desenvolupant-se en els darrers anys a l'interior del recinte del Palau Sant Jordi. La directora de BioCultura és l'activista i ecologista Ángeles Parra García, presidenta de l'Associació Vida Sana, l'entitat sense ànim de lucre, i declarada d'utilitat pública, que l'organitza.